# منتخب بليز لكرة السلة
منتخب بليز لكرة السلة هو ممثل بليز الرسمي في المنافسات الدولية في كرة السلة. ينتمي إلى منطقة اتحاد الأمريكتين لكرة السلة. انضم إلى الاتحاد الدولي لكرة السلة في عام 1973.